# Wale Musa Alli
Wale Musa Alli (* 31. prosince 2000 Lagos) je nigerijský profesionální fotbalista, který hraje na pozici křídelníka za alžírský klub USM Alger.

## Klubová kariéra

### JK Tallinna Kalev
V roce 2019 zamířil Alli z rodné Nigérie do Evropy, kde začal hrát v dresu estonského klubu JK Tallinna Kalev. V estonské nejvyšší soutěži odehrál jednu sezónu a následně se přesunul do Rakouska.

### SKU Amstetten
Alli v dresu Amstettenu, hrající druhou rakouskou ligu, za tři sezóny nastřádal 8 gólů a připsal si 9 asistencí. Ke konci svého působení nastupoval většinou na pozici hrotového útočníka.

### Zbrojovka Brno
Rodák z Lagosu v červenci 2022 úspěšně prošel herním testem ve Zbrojovce Brno a uzavřel přestup z druholigového rakouského Amstettenu. Nigerijský záložník podepsal s klubem dvouletou smlouvu s opcí.
V dresu Zbrojovky se ve své premiérové sezóně ihned prosadil do základní sestavy, nastřílel v nejvyšší soutěži tři góly, na pět přihrál a bavil diváky technickými kousky. Navzdory maličké postavě motal hlavy obráncům a dokázal se adaptovat na silový způsob fotbalu. Nedokázal však odvrátit sestup Zbrojovky do druhé ligy.

#### České Budějovice (hostování)
V létě 2023 posílil Alli prvoligové České Budějovice, do Dynama přišel na roční hostování s opcí.